# August Bebel
August Bebel (Deutz, cerca de Colonia, 22 de febrero de 1840 - Passugg, Suiza, 13 de agosto de 1913) fue un destacado dirigente socialdemócrata alemán. Participó en la fundación del Partido Socialdemócrata Obrero de Alemania (SDAP) en 1869, que en 1875 se fusionó con la Asociación General de Trabajadores de Alemania en el Partido Socialista Obrero de Alemania, que en 1890 se renombró Partido Socialdemócrata de Alemania (SPD), convirtiéndose en su figura más relevante desde 1869 durante las siguientes cuatro décadas.
Durante la represión bajo los términos de las leyes antisocialistas, Bebel se convirtió en la figura principal del movimiento socialdemócrata en Alemania y desde 1892 hasta su muerte se desempeñó como presidente del Partido Socialdemócrata de Alemania.

## Vida

### Juventud y primeros contactos con la política
August Bebel fue hijo de un suboficial. Su padre murió temprano, en 1846, por lo cual Bebel vivía en la pobreza. Entre 1847 y 1854 iba a un colegio para pobres y burgueses en Wetzlar. Tenía que contribuir a los ingresos de la familia con trabajo a domicilio. En 1854 murió su madre.

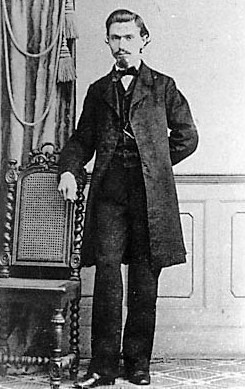
August Bebel en 1863.

De 1854 a 1857 aprendió la profesión de tornero y trabajó como tornero en Wetzlar. Siguiendo una antigua tradición, de 1858 a 1860 pasó los años de aprendizaje itinerante en Austria y en Alemania del Sur. Finalmente, en 1860, fijó su residencia en Leipzig.
En 1861 ingresó en el Leipziger gewerblicher Bildungsverein, una asociación educativa para trabajadores, donde «recibió su primera educación y comenzó a interesarse por la situación política alemana. En 1865 se convirtió en secretario de dicha organización y conoció a Wilhelm Liebknecht, un socialista ilustrado que le introdujo en los debates ideológicos del socialismo y que se convertiría en una de las principales influencias tanto en su vida privada como en su carrera política.»
En 1864 se convirtió en un oficial autónomo como maestro tornero. En 1864 o 1866 se casó con Julie Otto, hija de un obrero ferroviario.

### Ascenso en la política

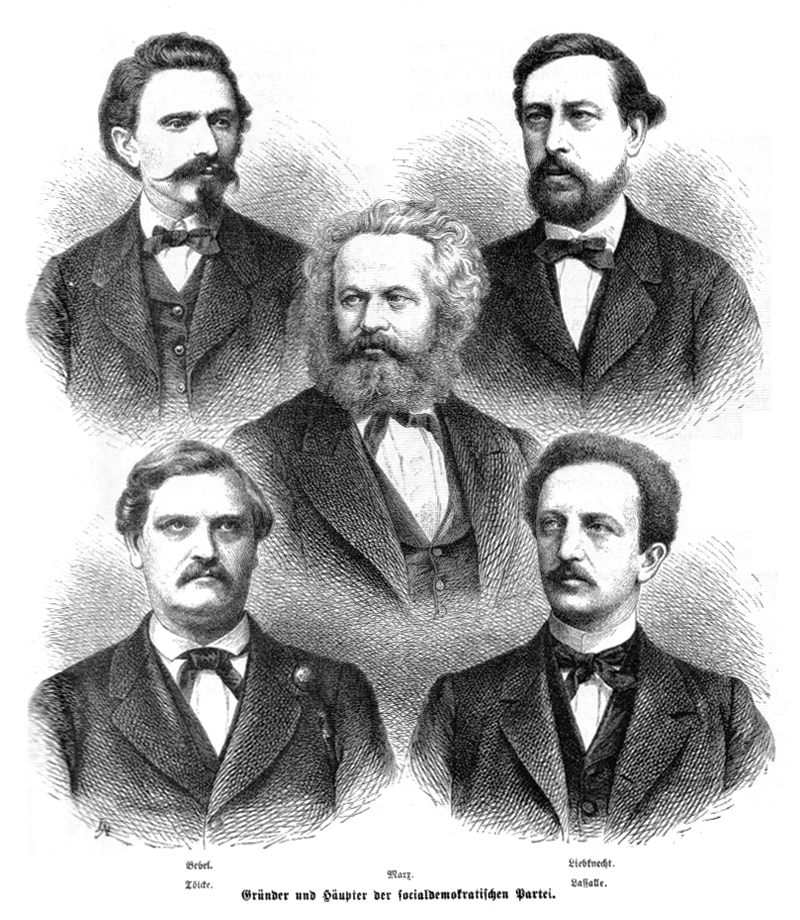
Los dirigentes de las diferentes vertientes del socialismo alemán en sus inicios: (arriba) August Bebel y Wilhelm Liebknecht; (en medio) Karl Marx; (abajo) Carl Wilhelm Tölcke y Ferdinand Lassalle.

En 1866 Bebel fundó junto con Wilhelm Liebknecht el Sächsische Volkspartei, el Partido Popular Sajón. En 1867 se convirtió en presidente del Verband Deutscher Arbeitervereine, la Unión de Asociaciones Alemanas de los Trabajadores y, en el mismo año, en diputado del Parlamento del Norddeutscher Bund, la Confederación Alemana del Norte. En 1868, bajo la influencia de Wilhelm Liebknecht, se unió a la Primera Internacional.
En 1869 participó en la fundación del Sozialdemokratische Arbeiterpartei, el Partido Socialdemócrata Obrero (uno de los dos partidos de los cuales en 1875 nace el Sozialdemokratische Partei Deutschlands, el Partido Socialdemócrata de Alemania o SPD), y pronto se convirtió en presidente del Partido Socialdemócrata Obrero.
Como diputado de la Asamblea de la Confederación del Norte junto con Liebknecht se declaró en contra de autorizar créditos para financiar la guerra franco-prusiana. Fueron los únicos miembros de la Asamblea en hacerlo. En 1871, después de la fundación del Imperio alemán, Bebel fue miembro del Parlamento del Imperio alemán, el Reichstag, para el Partido Socialdemócrata Obrero. Ocuparía su escaño de forma ininterrumpida hasta su muerte.

### Parlamento del Imperio alemán

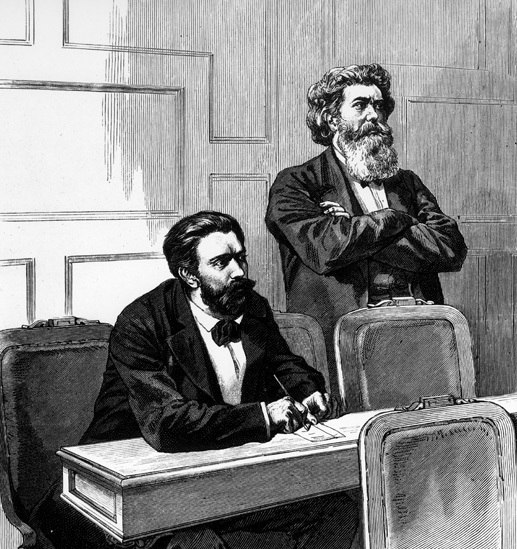
August Bebel y Friedrich Wilhelm Fritzsche como miembros del Reichstag.

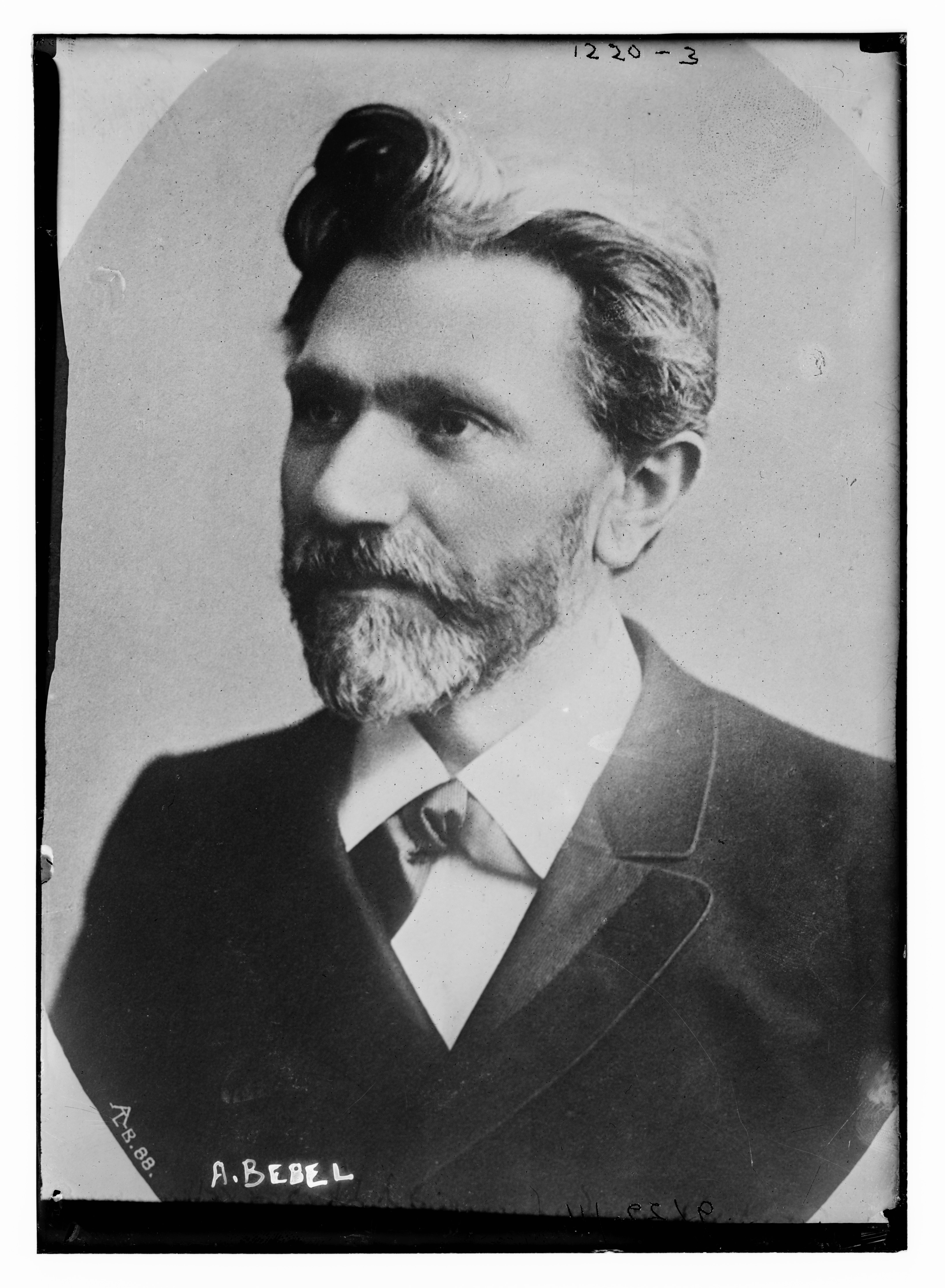
August Bebel en 1900.

En el Reichstag, se convirtió en una de las principales figuras de la oposición al Gobierno de Bismarck. Atacó con dureza y brilliantez la política expansionista, las leyes discriminatorias contra la Iglesia católica y la anexión de Alsacia-Lorena tras la victoria alemana en la guerra franco-prusiana. En cambio, apoyó públicamente y con ardor a la Comuna de París, la rebelión socialista que había estallado en la capital francesa tras la caída de Napoleón III. Estas actitudes le condujeron a la cárcel, tras ser juzgado y hallado culpable de alta traición en marzo de 1872. Sentenciado a dos años, Bebel aprovechó de la mejor manera posible su período en prisión: se recuperó de una tuberculosis que la falta de reposo había convertido en crónica y se volcó en el estudio sistemático. No fue la única vez que estuvo en la cárcel, en total pasó casi cinco años en la cárcel por difamación (entre otros de Bismarck y del Bundesrat) y por «difundir doctrinas peligrosas para el Estado».
En una reunión celebrada en Gotha en 1875, Bebel apoyó la fusión del SPD y del grupo socialista gradualista encabezado por el pensador Ferdinand Lassalle, en aras a conseguir la unión de todos los socialistas alemanes. Cuando en 1878 se promulgaron las leyes antisocialistas, Bebel se convirtió el la figura principal de la oposición: desde 1878, el SPD tuvo que luchar contra la ofensiva lanzada por Bismarck contra los socialistas a través de una serie de leyes de emergencia que se sucedieron hasta 1890. Bebel consiguió mantener a flote la organización mediante un contundente rechazo de las estrategias de lucha violenta y agitación revolucionaria, pues consideraba que éstas ponían en peligro la pervivencia del partido. A pesar del estado de semiclandestinidad en el que operaban las organizaciones obreras, Bebel continuó realizando su labor de oposición mediante la difusión de panfletos y periódicos y a través de charlas y conferencias en los medios socialistas. En 1886 fue detenido y nuevamente encarcelado bajo la acusación de lesa majestad. Una vez liberado, se afincó en Berlín en 1890. En las elecciones de ese año, el SPD obtuvo un 20 % de los votos, después de que las leyes de emergencia fueran derogadas y el canciller Bismarck retirado del Gobierno por el káiser Guillermo II.
Abogó por el sufragio universal para hombres y mujeres en todos los estados del Reich alemán. (Las mujeres pudieron votar por primera vez en la historia alemana en la República de Weimar, el 19 de enero de 1919.) Fue uno de los autores principales del Programa de Erfurt de 1891 del Partido Socialdemócrata Alemán (SPD). Al contrario del ala izquierda del partido, abogó por una lucha con medidas pacíficas y se opuso a una revolución.
Bebel no abandonó su trabajo como tornero, que le permitía mantener a su familia (se había casado en 1864 con la hija de un obrero ferroviario), ya que no cobraba sueldo alguno del Parlamento. Hasta la década de 1880 no consiguió vivir enteramente de sus escritos. Bebel se había concentrado profesionalmente en la fabricación de pestillos para ventanas y puertas de cuernos de búfalo. Durante la «época de los fundadores» pudo ampliar su negocio. Durante su arresto, su mujer dirigió el negocio. El personal de su fábrica abarcaba a un jefe, seis ayudantes y dos aprendices.

### Presidente de los socialdemócratas

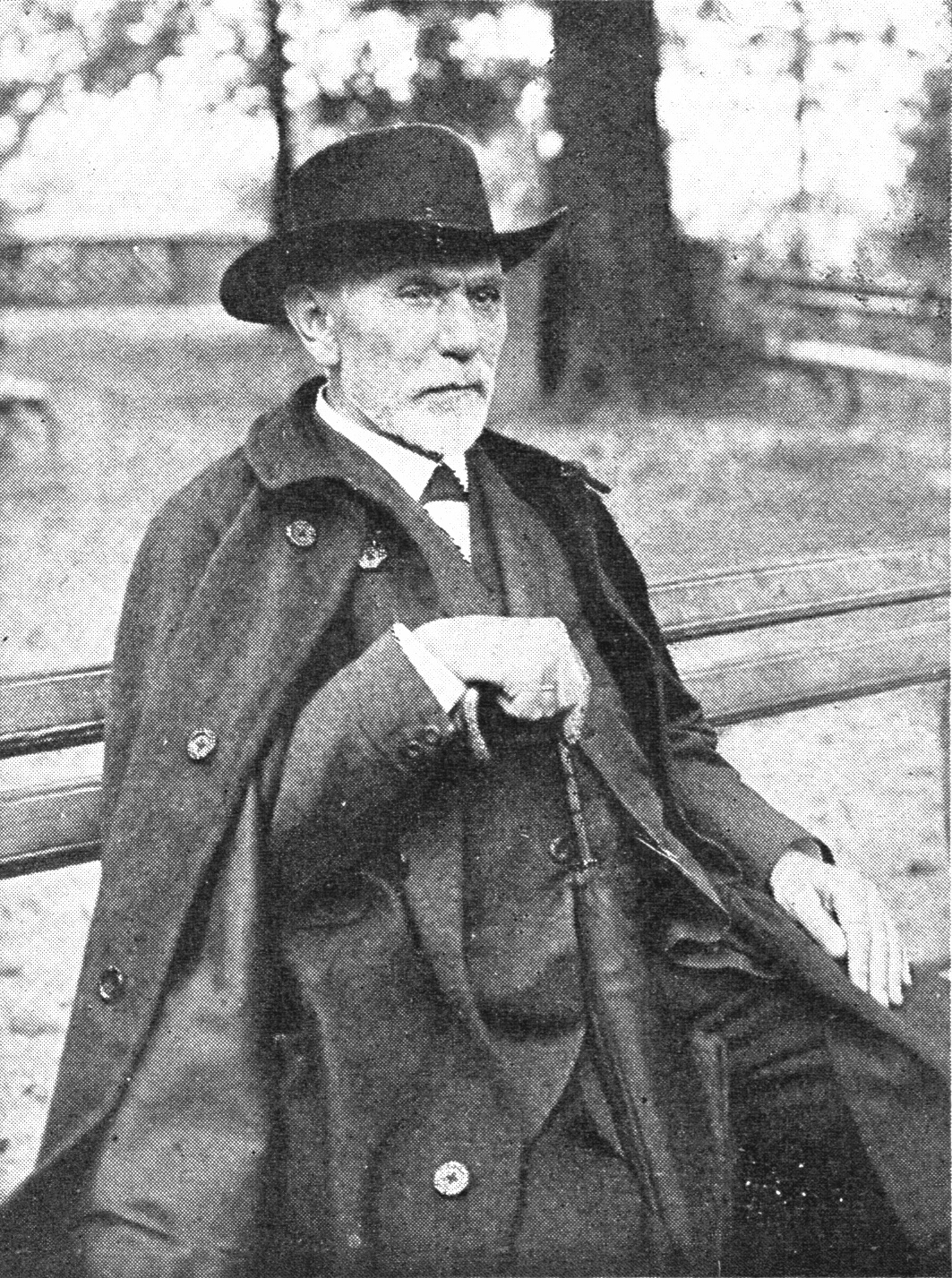
August Bebel en 1913.

Mientras el SPD aumentaba rápidamente su implantación entre el electorado alemán, Bebel consolidaba su liderazgo en el partido, del que fue elegido presidente en 1892. Durante los años siguientes, intentaría imponer la línea teórica diseñada por el filósofo Eduard Bernstein: un socialismo de corte reformista y gradualista que rechazaba la estrategia revolucionaria y abogaba por la progresiva mejora de las condiciones de vida de la clase trabajadora dentro de un sistema democrático. Los debates internos en torno a la línea política a adoptar culminaron en el congreso del partido celebrado en Dresde en 1903, en el que Bebel condenó cualquier desviación de la doctrina reformista-gradualista del ala mayoritaria del partido y se enfrentó a los radicales, que exigían la implicación del SPD en la lucha revolucionaria. El abandono de Bebel de cualquier veleidad revolucionaria quedó sellado en 1905, al establecer con los sindicatos un pacto por el cual el SPD renunciaba a dirigir la agitación revolucionaria del proletariado alemán y se comprometía decididamente con la socialdemocracia.

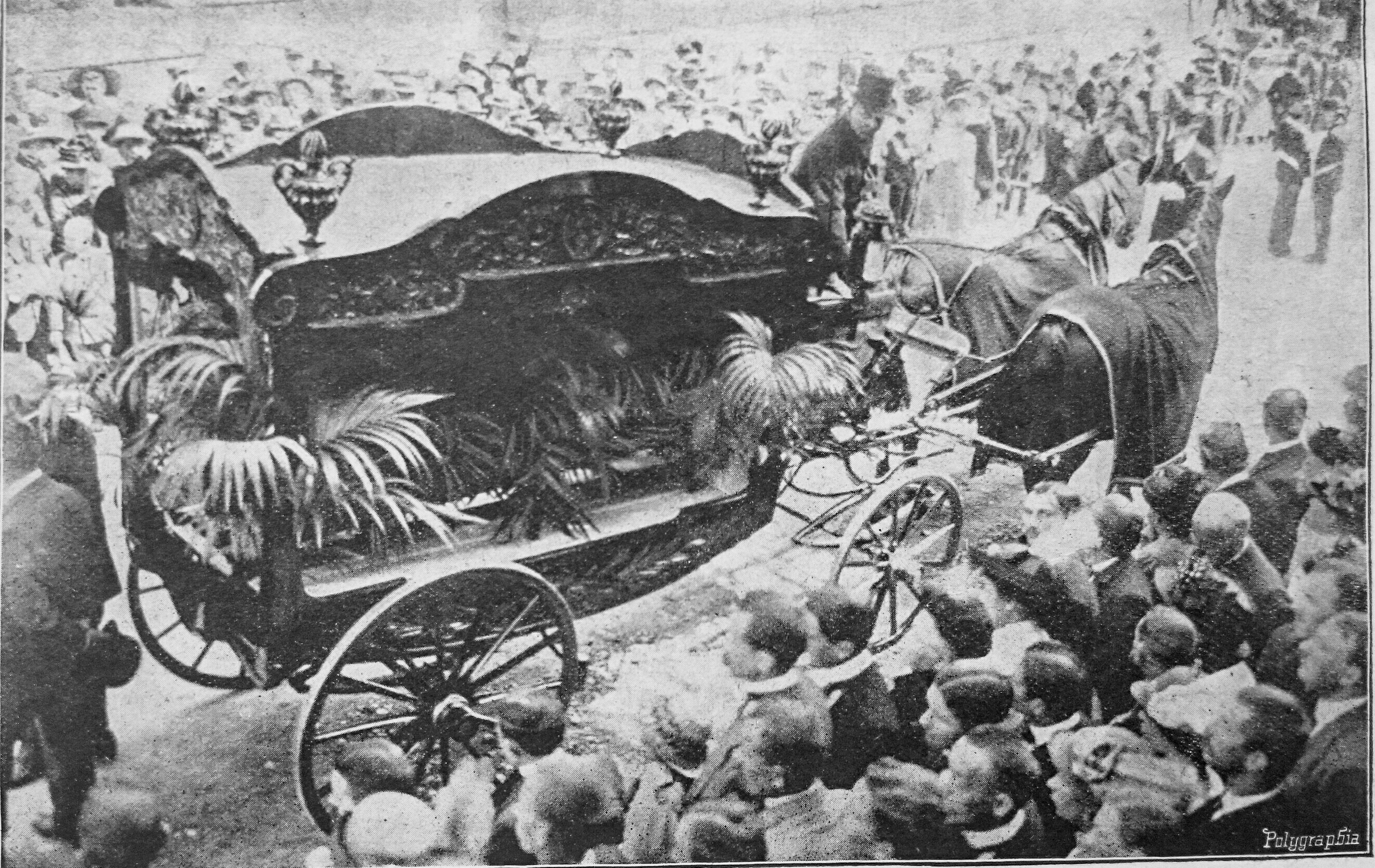
Funeral de Bebel en Zúrich.

Todavía bajo su liderazgo, el SPD obtuvo la mayoría parlamentaria en las elecciones de 1912, con 110 escaños en el Reichstag. Sin embargo, Bebel moriría al año siguiente, a la edad de setenta y tres años, mientras se encontraba en Passugg, cerca de Chur (Suiza).

### Muerte

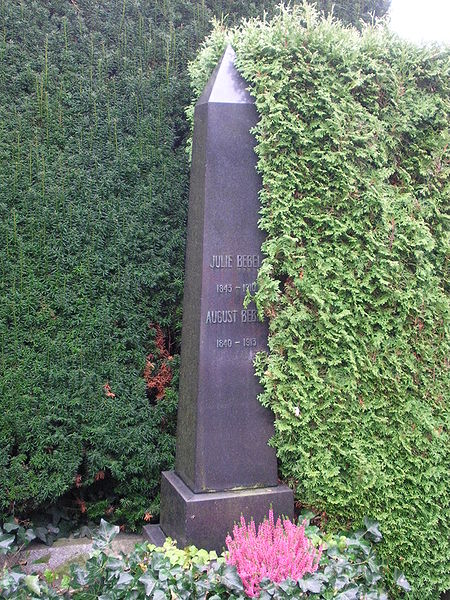
Tumba de August Bebel en el cementerio de Sihlfeld en Zúrich.

August Bebel murió el 13 de agosto de 1913 de una enfermedad del corazón durante una visita a un sanatorio en Passugg, Suiza. Tenía setenta y tres años en el momento de su muerte. Su cuerpo fue enterrado en Zúrich.

## Pensamiento

### Clase
August Bebel fue un fuerte defensor de la lucha de clases y la inevitable revolución proletaria a causa de la creciente pauperización de la clase obrera debido a la creciente centralización del capital por parte de la burguesía.
El hecho de que esta situación es insostenible por su propia naturaleza, que, como una gigantesca estructura imponente a la vista pero podrida por dentro, algún día debe derrumbarse sobre sus propios cimientos, debe ser perfectamente evidente para cualquier hombre que piense.
Y, en efecto, cuando vemos cómo las luchas de clases entre la clase obrera y la clase patronal siguen aumentando en violencia, a través de la intensificación del antagonismo de intereses [...] obligan a los obreros de todos los países civilizados a unirse para evitar una catástrofe militar, cuyo costo, en sangre y dinero, los trabajadores tendrían que soportar más que nadie.
Bebel se distinguió especialmente por su denuncia de los malos tratos infligidos a los soldados por los oficiales y, más frecuentemente aún, por los suboficiales. Sus esfuerzos en este asunto recibieron un gran estímulo cuando Alberto I de Sajonia emitió un edicto que trataba del maltrato de los soldados en el contingente sajón, cortando así el terreno bajo los pies del Gobierno Imperial, que había intentado persistentemente negar o explicar los casos expuestos por Bebel.
En contra del darwinismo social y el pensamiento moral neokantiano de Ludwig Woltmann, que "nunca podrá comprender las leyes evolutivas de la sociedad humana", Bebel defendió el materialismo histórico del socialismo científico.

### Raza
Hablando ante el Reichstag, Bebel criticó la guerra para aplastar la Rebelión de los Bóxers en China en 1900, diciendo:
No, esto no es una cruzada ni una guerra santa; es una guerra de conquista muy ordinaria... Una campaña de venganza tan bárbara como nunca se ha visto en los últimos siglos, y pocas veces en la historia... ni siquiera con los hunos, ni siquiera con los vándalos. Esto no es rival para lo que las tropas alemanas y de otras potencias extranjeras, junto con las tropas japonesas, han hecho en China.
Bebel también es famoso por su indignación ante las noticias sobre el maltrato alemán a los pueblos indígenas del África sudoccidental alemana, en particular a la nación herero. En 1904, tras un violento levantamiento del pueblo herero contra funcionarios, soldados y colonos alemanes, el general del Ejército Imperial Alemán Lothar von Trotha lanzó el genocidio herero y namaqua para aplastar la revuelta librando una "guerra de exterminio" contra los herero. En respuesta, Bebel y el Partido Socialdemócrata Alemán se convirtieron en el único partido del Reichstag que se opuso al aumento de los gastos coloniales, y en un discurso de marzo de 1904, Bebel clasificó la política en el África sudoccidental alemana como "no sólo bárbara, sino bestial". Esto provocó que algunas secciones de la prensa alemana contemporánea clasificaran mordazmente a Bebel como "Der hereroische Bebel" (Bebel el Hereroico) (Coburger Zeitung, 17 de enero de 1904). Bebel no se desanimó; más tarde siguió esto con advertencias fuertemente redactadas contra la creciente marea de teorías de jerarquía racial y pureza racial, que provocaron que las elecciones generales de 1907 al Reichstag pasaran a la historia como la "Elección Hottentot".

### Mujeres y matrimonio

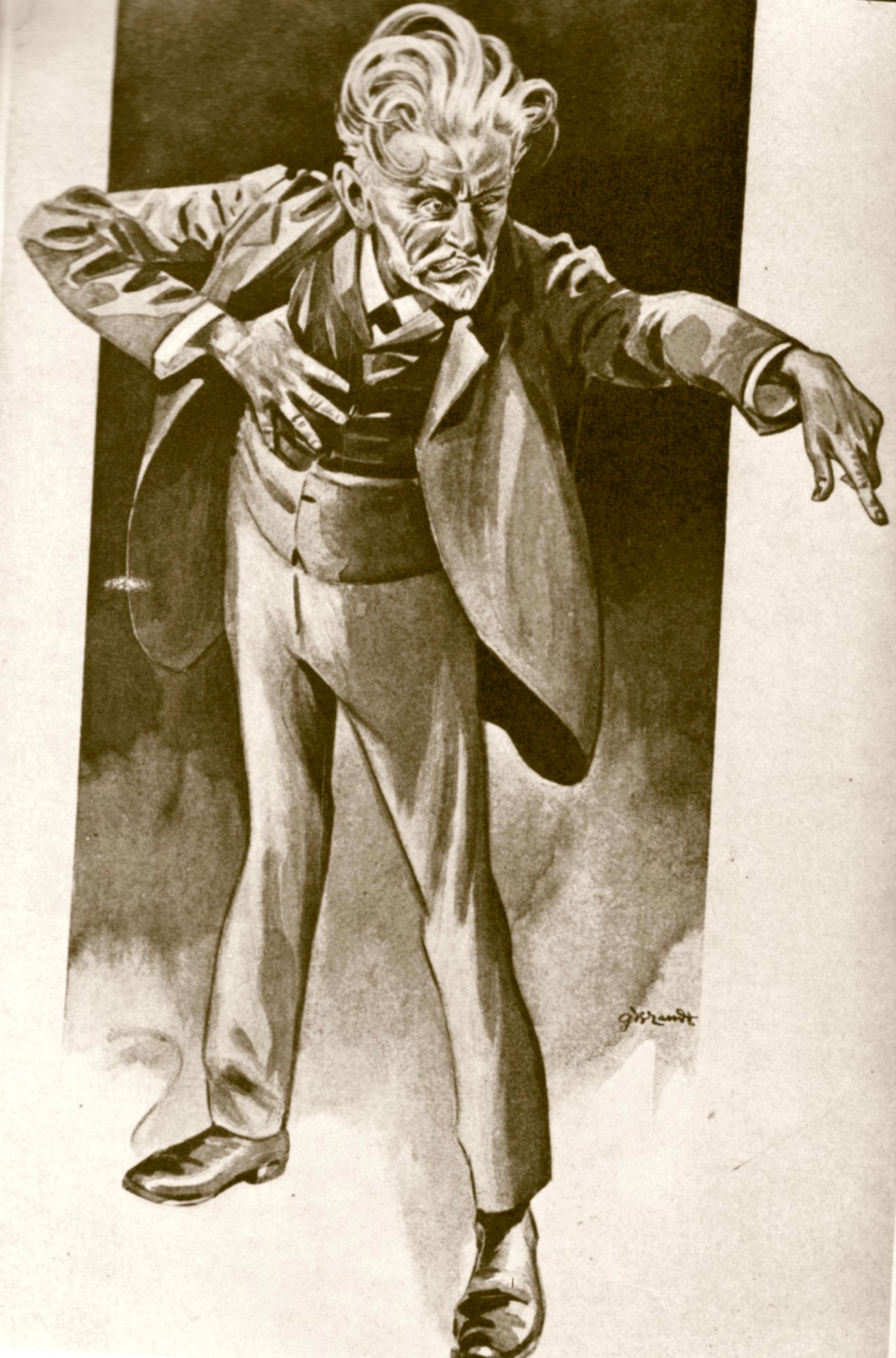
Caricatura de Bebel (1903).

El libro de Bebel, La mujer y el socialismo, contenía un ataque a la institución del matrimonio que identificaba a Bebel con las formas más extremas de socialismo. 
El Partido Socialista es el único que ha hecho de la plena igualdad de las mujeres, su liberación de toda forma de dependencia y opresión, parte integral de su programa; no por razones de propaganda, sino por necesidad. Porque no puede haber liberación de la humanidad sin independencia social e igualdad de los sexos.
El libro ocupó un lugar destacado después de que James Connolly, entonces miembro del Partido Socialista Laborista de América (SLP), lo denunciara como un libro "cuasi-lascivo" que repelería a potenciales reclutas del movimiento socialista. En el prefacio a la traducción inglesa de Daniel de León, Woman Under Socialism, León se distanció de Bebel en este punto, sosteniendo que la monogamia era la forma más deseable de organización social.

### Homosexualidad
En 1898 expresó su apoyo a la despenalización de la homosexualidad en el Reichstag.

### Religión
Bebel afirmó que la religión es un "asunto privado" y afirmó que el SPD debería ser neutral en la cuestión de la religión, cuando en realidad aboga por el secularismo. En su discurso Antisemitismo y socialdemocracia de 1893 desmitificó y argumentó en contra del odio hacia los capitalistas judíos como instrumento de distracción por partidos burgueses "para desviar la atención de su propio modo de acción, que es hostil al pueblo", el cual sirve más como "tapadera para todo tipo de bajezas que se cometen contra los judíos".

"La explotación del hombre por el hombre no es una explotación específicamente judía, sino peculiar de la sociedad burguesa forma de empleo, que sólo llegó con la desaparición de la burguesía compañía."

El antisemitismo es reaccionario pues surgió en capas burguesas de la sociedad capitalista condenadas a la ruina económica sin tener en cuenta la causa fundamental de su situación, apoyado particularmente por nobles (junkers) y sacerdotes. Dado que el antisemitismo a la vez defiende posiciones en contradicción con la sociedad burguesa Bebel creía que podría indirectamente hacer tomar conciencia de clase en favor de la socialdemocracia, la cual es contraria a la explotación laboral "independientemente de que sean sus portadores judíos o cristianos".
"La socialdemocracia combate el antisemitismo como un movimiento dirigido contra el desarrollo natural de la sociedad, que, a pesar de su carácter reaccionario y contra su voluntad, en última instancia tiene un efecto revolucionario, porque las capas pequeñoburguesas y pequeñas campesinas, incitadas por el antisemitismo contra los capitalistas judíos, deben llegar a la conclusión de que no sólo el capitalista judío, sino la clase capitalista en general es su enemigo, y que sólo la realización del socialismo puede liberarlos de su miseria."

Se le suele atribuir erróneamente la famosa frase: «El antisemitismo es el socialismo de los tontos».
"El antisemitismo es el socialismo del idiota... y el socialismo de la pequeña burguesía. La pequeña burguesía, que sufre cada vez más bajo la fuerza aplastante del gran capital, se rebela contra su opresor y enemigo, pero contra una parte y no contra el todo, contra los individuos más que contra el sistema, contra los judíos más que contra el capitalismo, y precisamente por eso el antisemitismo es el socialismo de los idiotas".

### Patriotismo socialista
Bebel se consideraba a sí mismo tanto un patriota como un internacionalista, creyendo que no eran antagónicos sino complementarios.

## Legado

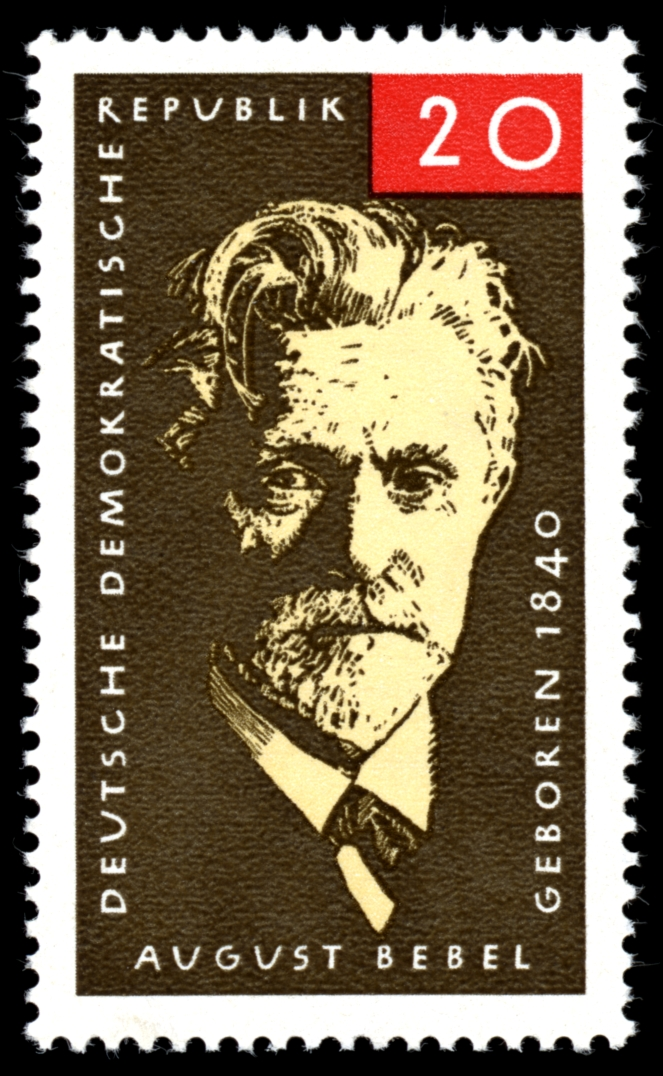
Sello de Bebel de la RDA (1965).

En el momento de su muerte, Bebel fue elogiado por el líder marxista ruso Lenin como un "líder obrero modelo", que había demostrado ser capaz de "abrir su propio camino" de ser un trabajador común y corriente a convertirse en un líder político en la lucha por la un "mejor sistema social". 
El conocido dicho "El antisemitismo es el socialismo de los tontos" (Der Antisemitismus ist der Sozialismus der dummen Kerle) se atribuye frecuentemente a Bebel, pero probablemente se originó con el demócrata austríaco Ferdinand Kronawetter; era de uso generalizado entre los socialdemócratas alemanes en la década de 1890.
Junto con Karl Marx, Friedrich Engels y Ferdinand Lassalle, Bebel estaba entre los iconos socialistas incluidos en los retratos en bajorrelieve de la fachada del edificio The Forward, erigido en 1912 como sede del periódico socialista neoyorquino en lengua yidis.
El legado de Bebel fue adoptado por la República Democrática Alemana (Alemania del Este), que nombró una plaza y varias calles en su honor. También se emitieron sellos con su imagen.